# 12759 Joule
A 12759 Joule (ideiglenes jelöléssel 1993 TL18) egy kisbolygó a Naprendszerben. Eric Walter Elst fedezte fel 1993. október 9-én.